# Amakusanthura kingia
Amakusanthura kingia là một loài chân đều trong họ Anthuridae. Loài này được Poore & Lew Ton miêu tả khoa học năm 1988.